# Greenwashing
Écoblanchiment

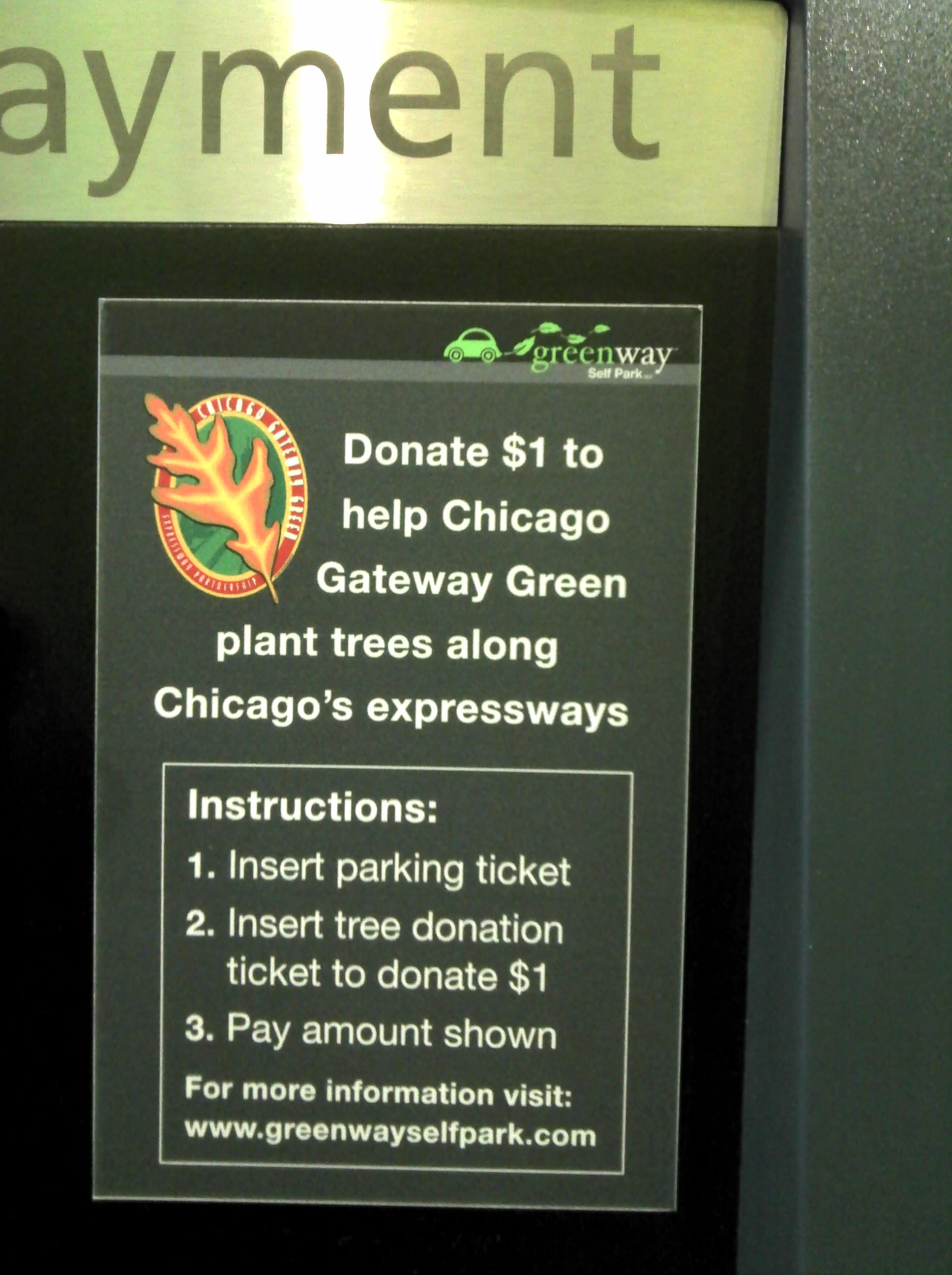
Exemple d'écoblanchiment : une société de parking et d'autoroute proposant à ses usagers de payer supplémentaire pour planter des arbres.

Le greenwashing, ou écoblanchiment,, est un procédé de marketing ou de relations publiques utilisé par une organisation pour se donner une image trompeuse de responsabilité écologique. La plupart du temps, les dépenses consenties concernent davantage la publicité que de réelles actions en faveur de l'environnement et du développement durable.

## Terminologie
Le terme anglais greenwashing est la contraction des mots green (« vert », puis « écologique ») et whitewashing (« blanchiment à la chaux », puis « camouflage », « travestissement » (de la réalité)). Le verbe greenwash apparaît en 1989 puis est substantivé en greenwashing en 1991. Le terme est largement repris dans les années 2006-2007 avec l'extension du phénomène lui-même.
En français, Le Petit Larousse et Le Robert ne reconnaissent que le terme « écoblanchiment »,. Le Grand Dictionnaire terminologique propose les traductions françaises « écoblanchiment », « mascarade écologique », « blanchiment vert » et « verdissement d'image ».

## Définitions
L'organisation CorpWatch définit l'écoblanchiment comme :
1. Le comportement d'entreprises nocives du point de vue social ou environnemental qui tentent de préserver et étendre leurs marchés en se présentant comme des amis de l'environnement et des chefs de file dans le combat pour éradiquer la pauvreté ;
2. Le blanchiment environnemental, ou écoblanchiment ;
3. Toute tentative d'endoctrinement de clients ou de décideurs qui leur ferait voir les méga-corporations pollueuses comme essentielles à un développement durable et environnementalement sensé ;
4. Le boniment.

L'écoblanchiment est l'acte de transmettre au public des informations qui sont – dans le fond et dans leur forme – une présentation déformée des faits et de la vérité, dans le but d'apparaître socialement et/ou environnementalement responsable aux yeux d'un public ciblé. C'est un système de communication vaste et complexe destiné à faire passer une « mauvaise » donnée ou information pour une « bonne ».
L'écoblanchiment n'est pas toujours facile à identifier. L'agence de communication britannique Futerra, qui s'en est fait une spécialité, cite des critères permettant de le déceler :
- usage de produits verts par une entreprise qui ne l'est pas ;
- usages d'images suggestives, de slogans abusifs ;
- prétendre qu'on est les premiers d'une classe sans dire qu'elle est composée de mauvais élèves ;
- manque de crédibilité ;
- jargon écologique ;
- référence d'amis imaginaires ;
- usage de mots approximatifs ;
- absence de preuve et mensonges.

En soi, l'écoblanchiment dénonce donc des phénomènes qui ne sont pas nouveaux, qui sont déjà sanctionnés par la loi et qui peuvent être difficilement opérationnels pour peu qu'on veuille faire de la publicité avec des images suggestives. L'usage de ce concept en communication doit donc se faire avec prudence.

## Première apparition du terme «greenwashing»
En 1986, le terme « greenwashing » est apparu pour la première fois sous la plume de l'essayiste et militant écologiste américain Jay Westerveld. Il a créé ce néologisme afin de dénoncer les pratiques trompeuses d'une partie de l'industrie hôtelière américaine, qui disait promouvoir la réutilisation de serviette dans le but de préserver l'environnement, alors que leur objectif était en réalité de réduire les coûts d'entretien,.

## Écoblanchiment et publicités mensongères

### Dans le domaine commercial
L'écoblanchiment se caractérise souvent par le changement de nom de la marque ou du produit, pour donner l'impression de « nature », par exemple en apposant l'image d'une forêt sur une bouteille de produits chimiques ou en choisissant comme logo de compagnie pétrolière une fleur vert et jaune. D'autres approches consistent à revendiquer une performance environnementale de manière abusive, sans pouvoir la démontrer, ou en ne respectant pas les normes applicables en matière de communication ou d'allégations environnementale.
En effet, de plus en plus de publicités utilisent abusivement l'argument écologique pour vanter comme « bons pour l'environnement » des activités et des produits en réalité polluants ou dont le bilan écologique est négatif. Ces publicités peuvent être abusives voire mensongères, ne pas respecter la législation, ni même les propres recommandations écologiques et de développement durable de l'autorité compétente (par exemple en France, l'Autorité de régulation professionnelle de la publicité, ARPP, ancien Bureau de vérification de la publicité, organisme interprofessionnel d’autodiscipline en la matière).
Outre l'ARPP, plusieurs normes ou guides de bonnes pratiques peuvent aider les entreprises à définir leurs messages de communication, de publicité ou de marketing en matière environnementale. On peut citer notamment :
- la norme ISO 14021:2006[12] - Marquage et déclarations environnementaux -- Autodéclarations environnementales (Étiquetage de type II) qui définit les conditions à remplir pour communiquer, notamment pour pouvoir utiliser certains termes comme « recyclable ». Elle indique également la documentation nécessaire à conserver par une entreprise pour démontrer ses allégations, et indique qu'une communication environnementale ne doit pas être vague, imprécise ou à portée générale ;
- le guide « anti-greenwashing » de l'ADEME[13] ;
- le guide pratique des allégations environnementales publié par les ministères chargés de l'environnement et de l'économie en janvier 2012[14] ;
- concernant particulièrement l'emballage, un guide publié par le Conseil national de l'emballage et révisé en avril 2018, consacré aux allégations environnementales[15].

Ces publicités, qui ne font souvent que camoufler le peu d’efforts consentis par beaucoup d’entreprises au regard des enjeux écologiques actuels, montrent par ailleurs leur peu de volonté et d'empressement à adopter un comportement écologiquement responsable. Ce « verdissement d'image » participe directement à la désinformation des consommateurs et contrecarre les efforts importants de sensibilisation faits en ce sens par les associations et par les pouvoirs publics (ADEME par exemple pour la France).
En matière réglementaire en France, l’article 90 de la loi du 17 août 2015 relative à la transition énergétique pour la croissance verte dispose qu'« afin de garantir la qualité de l’information environnementale mise à la disposition du consommateur, les producteurs réalisant volontairement une communication ou une allégation environnementale concernant leurs produits sont tenus de mettre à disposition conjointement les principales caractéristiques environnementales de ces produits. » Ainsi, la communication environnementale sur un produit reste volontaire mais, dès qu’elle a lieu, elle doit obligatoirement être accompagnée par une information multicritère, par nature plus riche car plus complète.
Une autre tendance de l'écoblanchiment consiste à utiliser de manière comparative des idées fausses concernant un produit conventionnel pour laisser croire que l'alternative proposée serait meilleure pour l'environnement. Les normes évoquées ci-dessus rappellent également les exigences applicables en la matière pour ne pas tromper le consommateur.
La communication persuasive a une connotation négative en raison de sa nature trompeuse. En ce qui concerne l’écoblanchiment, selon l’Agence de l'environnement et de la maîtrise de l'énergie (ADEME), l’agence de la transition écologique, ce concept est employé « pour qualifier tout message publicitaire pouvant induire le public en erreur sur la qualité écologique réelle d’un produit ou d’un service ou sur la réalité de la démarche développement durable d’une organisation ».
L’écoblanchiment est donc une forme de publicité trompeuse rendant la démarche des sociétés écologiquement acceptable alors qu’elle ne l’est pas. Le nombre de propagandes ne rencontrant pas les standards de conformité est élevé, comme on peut l’observer grâce à l’analyse de 883 publicités environnementales françaises présentée dans le dernier bilan Publicité et environnement, mis en œuvre par l’Agence de l'environnement et de la maîtrise de l'énergie (ADEME) ainsi que par l’Autorité de Régulation Professionnelle de la Publicité (ARPP). Effectivement, on peut observer que le taux de conformité des publicités s’établit à 88,4 % en 2019, alors qu’en 2017, il était à 93,6 %, signifiant le point le plus bas depuis l’année 2010. Ces publicités non conformes visent majoritairement les biens et services en donnant des slogans ou des phrases de ventes disproportionnés.
Comme on peut l’observer dans le graphique publié par l'Autorité de régulation professionnelle de la publicité (ARPP) et par l’Agence de l'environnement et de la maîtrise de l'énergie (ADEME), depuis 2017, le taux de non-conformité des publicités en France est en baisse. C’est donc à l’Autorité de Régulation Professionnelle de la Publicité que relève cette tâche de dicter et de renforcer les règles déontologiques des publicités faisant face au risque d’écoblanchiment. L’analyse des juristes de l’ARPP est donc imposée avant la publication télévisée de toutes les publicités. Cependant, elle ne l’est pas pour les autres moyens de communications comme la presse, l’internet, les réseaux sociaux, etc. Lorsqu’une publicité rentre dans les critères de l’ARPP, elle est classée comme étant « Recommandation Développement durable ». Ce schéma révèle que les tactiques communicationnelles se peaufinent, et que les publicités non-conformes augmentent de façon significative depuis 2018.
La première enquête menée par la DGCCRF sur 1 100 entreprises contrôlées en 2021 et 2022 montre qu'un quart des établissements est « en anomalie ». L'anomalie la plus souvent constatée est l'allégation globalisante, c'est-à-dire une mention qui ne mentionne pas d'impact environnemental particulier mais suggère un bénéfice global pour l'environnement. C'est par exemple le cas des produits ou services qui portent les mentions « éco-responsable », « écologique » ou « respectueux de l'environnement ».

### En politique
Depuis le début des années 2000, les officines fournissant des « écolabels », destinés notamment aux collectivités territoriales, se multiplient. Menant des études financées par les collectivités mêmes qu'elles sont chargées d'évaluer, ces entreprises utilisent des critères plus subjectifs que scientifiques sur les politiques menées en matière d'environnement. La terminologie employée mélange le jargon du développement durable (« biodiversité », « puits de carbone », etc.) et celui de la communication politique (« gouvernance », « cohésion sociale », etc.). Elle relève moins d'une méthodologie rigoureuse que de la communication politique, et peut donc être assimilée à de l'écoblanchiment.

### Dans le numérique
Selon Frédéric Bordage, dans le domaine du numérique, l'écoblanchiment consiste à communiquer sur un seul indicateur environnemental afin d'escamoter d'autres impacts. Ainsi, les acteurs de la dématérialisation des documents papier occultent le fait que le transfert du papier aux octets entraîne une augmentation très importante du stock de ressources abiotiques, notamment des métaux. Une telle posture conduit à minimiser ou même ignorer l'impact environnemental du numérique.

## Signes et exemples d'écoblanchiment

### Signes d'écoblanchiment
Selon le guide anti-greenwashing publié par l'Agence de l'environnement et de la maîtrise de l'énergie (Ademe) en 2012, les pratiques d'écoblanchiment sont :
- le mensonge pur et simple ;
- la promesse disproportionnée ;
- l'usage de termes vagues ;
- le manque de transparence, d'informations ;
- des visuels trop suggestifs par rapport au produit réel ;
- le faux écolabel (autoproclamé et ne correspondant à aucun référentiel) ;
- une mise en avant de pratiques durables sans rapport avec le produit ;
- des allégations sans preuves ;
- une fausse exclusivité, alors que l'entreprise ne fait que respecter la loi.

### Au Canada
Au Canada, aucune loi ne régit l’utilisation du terme de « carboneutralité », souvent appelé « neutralité carbone » dans les ouvrages spécialisés. Une marque peut donc se dire « carboneutre » sans engager d'actions particulières. Dans la sphère publique, des images de nature comme des forêts luxuriantes, des cascades bleutées ou des animaux donnent l’idée que le produit vendu est respectueux de l’environnement. La pratique de l’écoblanchiment nuit à la transparence, puisque les consommateurs font des achats sans connaître toutes les informations sur les produits. De plus en plus de consommateurs se méfient des déclarations environnementales sans justification.
La Loi sur la concurrence interdit aux entreprises « de donner des indications fausses ou trompeuses pour promouvoir un service, un produit ou un intérêt commercial » et ce, dans tous les angles communicationnels. Il faut porter une attention particulière aux courriels promotionnels, aux publicités en ligne et en magasin, car toutes les formes de déclarations sont concernées par la loi. La communication verbale comme écrite doit être irréprochable et « toutes les indications de rendement [doivent être] fondées sur des tests rigoureux ». La Loi sur l’emballage et l’étiquetage des produits de consommation (LEEPC) indique que les produits de consommations préemballés, à l’exception de la nourriture, doivent fournir des informations spécifiques et concrètes pour « permettre aux consommateurs de prendre des décisions d’achat éclairées ». Ces directives sont assez laxistes, plusieurs interprétations étant possibles. Autrement dit, il y a un manque d’encadrement légal dans ce domaine. La Loi sur l’étiquetage des textiles interdit les indications fausses ou trompeuses, entre autres sur le nom générique des textiles qui doivent obligatoirement figurer sur l’emballage ou le produit.
Une recherche publiée en novembre 2022 par Radio-Canada dénonce l’écoblanchiment sur le polyester recyclé. La conseillère en économie circulaire pour l’industrie textile, Marianne Coquelicot Mercier, explique qu’une étude de Textile Exchange précise que peu importe la manière utilisée pour fabriquer ces textiles, seulement 1,49 % seront recyclés. Cette tâche est très coûteuse et très exigeante pour les fabricants.

#### Questions de vérification
En 2019, le quotidien suisse Le Temps a proposé une liste de contrôle de l'écoblanchiment (une majorité de « non » est suspecte) :
1. La démarche environnementale touche-t-elle au cœur d’activité de l’entité ?
2. Les objectifs annoncés sont-ils chiffrés et planifiés selon un calendrier et une méthode clairs ?
3. Le vocabulaire et les unités employés sont-ils précis ?
4. La démarche environnementale concerne-t-elle l’ensemble des activités de l’entreprise ?
5. L’entreprise est-elle suffisamment transparente sur sa chaîne d’approvisionnement et son circuit de distribution ?
6. La personne chargée des questions environnementales est-elle membre de la direction générale de l’entreprise ?
7. L’entreprise fait-elle amende honorable sur d’éventuelles critiques crédibles et récentes pour des atteintes à l’environnement ?

### Exemples

#### Concepts ou produits trompeurs
Le concept de « voiture verte », véhicule propre ou autre « véhicule zéro-émissions » mis en avant par l'industrie automobile est dénoncé comme de l'écoblanchiment,,,. Ses publicités sont condamnées à ce titre à plusieurs reprises par le Jury de déontologie publicitaire de l'Autorité de régulation professionnelle de la publicité française,,.
Le « Papier Pierre » est présenté comme un produit alternatif au papier conventionnel avec le soutien d'acteurs influents comme Günter Pauli. Ce produit importé de Taïwan est présenté par son producteur comme ayant des « caractéristiques environnementales uniques », contenant 0 % produit chimique et étant 100 % recyclable, alors qu'il est constitué de 20 % de plastique et sans filière existante effective de recyclage. Il met en avant l'impact du papier sur la forêt quand l'inventaire forestier national indique que celle-ci est en croissance. Ce procédé illustre une autre tendance de l'écoblanchiment, qui consiste à utiliser de manière comparative des idées fausses concernant un produit conventionnel pour laisser croire que l'alternative proposée serait meilleure pour l'environnement.
Les eurodéputés acceptent en septembre 2022 que l'« hydrogène vert » soit produit à partir de gaz ou de charbon, pourvu qu'il soit « compensé » par des productions d'énergie renouvelable préexistantes,.

#### Vides juridiques
La notion de « recyclable » est définie par la norme ISO 14021:2016 sur les « Marquage et déclarations environnementaux - Autodéclarations environnementales ». Elle ne peut être utilisée par une marque que s’il existe des « systèmes de collecte, de tri et d’approvisionnement pour transférer les matériaux de la source vers l’installation de recyclage », si des « installations de recyclage sont disponibles pour traiter les matériaux collectés » et que le produit est « effectivement collecté et recyclé ». Ainsi, une recyclabilité théorique en laboratoire n'est pas conforme à cette norme, si le produit n'est pas effectivement recyclé. Cette allégation de recyclable est souvent source d'écoblanchiment par méconnaissance de ces exigences, ou parce que la marque souhaite revendiquer une caractéristique environnementale concrète pour le citoyen au quotidien, via son geste de tri des déchets, sans faire l'effort de s'assurer de la recyclabilité effective du produit concerné.
Dans l'industrie de la construction, le terme « béton bas carbone » est communément employé mais ne s’appuie sur aucun cadre normatif ou réglementaire. Ainsi, plusieurs vides juridiques ont permis des abus concernant le comptage du bilan carbone des laitiers et de la fuite carbone. Dans le dernier cas, des entreprises comme LafargeHolcim ou la start-up Cem'In'Eu importent le clinker depuis le Maroc ou la Turquie, pays où le bilan carbone n'est pas établi. Le ciment composé de ce clinker peut ensuite être vendu légalement dans l'Union européenne qualifié de « bas carbone », en ne comptant qu'une partie des émissions de CO2 et en évitant les contraintes réglementaires du marché européen du CO2,,,.
N'est pas écologique une usine baptisée à tort « unité de méthanisation » et qui est en réalité une usine de traitement d'ordures ménagères non triées à la source, une ICPE (28 000 t/an de fraction fermentescible des ordures ménagères triée à la source, 175 000 t/an de déchets ménagers résiduels ou ordures non triées, pour produire 135 000 t/an de refus à mettre en décharges). Ses promoteurs (voir Montpellier-Agglomération) l'ont installée dans une ZAC, à 50 m de maisons préexistantes. Ils prétendent faire du développement durable, alternative à un incinérateur. Inaugurée en juillet 2008, elle n'est toujours pas réceptionnée trois ans après, présente des nuisances odorantes, mouches, oiseaux, bruit, pluies acides, etc., selon une étude de l'association ODAM.

#### Campagnes publicitaires
EDF au printemps 2009, dans sa campagne de communication en 2009 « Changer d'énergie ensemble », affirme agir pour promouvoir des alternatives propres aux combustibles fossiles ainsi que des solutions au réchauffement climatique : économies d'énergie et efficacité énergétique, éolien, hydraulique, etc. En réalité, le budget consacré par EDF à la recherche sur les énergies renouvelables s'élevait en 2008 à 8,9 millions d'euros, soit 2,1 % du budget total R&D et moins que la campagne de communication associée (10 millions d'euros).
Un véhicule hybride de luxe a été abondamment vanté pour avoir été utilisé lors du mariage du prince Albert II de Monaco avec Charlene Wittstock. Celui-ci sera rangé dans un musée après l'utilisation unique lors de la cérémonie. Un trajet de quelques kilomètres ne permet pas de justifier l'investissement énergétique inclus dans cette voiture.
En 2011, H&M lance sa collection « Conscious », qui prône des valeurs écologiques et un style « éco-responsable ». Selon la marque de fast fashion, les vêtements de cette nouvelle collection sont composés de matières plus respectueuses de l'environnement comme l’Econyl (Nylon 100 % recyclé) ou le coton bio. Parallèlement, H&M met en place des opérations de marketing pour valoriser des engagements environnementaux et des actions qui ne sont pas à la hauteur de cette communication.
En 2022, après l’ouverture d'une enquête pour fraude et une perquisition, Asoka Wöhrmann, responsable de la filiale de gestion d’actifs DWS de Deutsche Bank, démissionne pour avoir promu comme durables des fonds qui ne respectaient pas les critères de durabilité promis.
L'entreprise TotalEnergies, dont les revenus et investissements en matière d'énergies sont essentiellement portés sur les ressources fossiles (16,4 milliards d'euros d'investissements, dont quatre pour les énergies à « bas carbone »), réalise de nombreux spots publicitaires à la télévision ou sur les plateformes en lignes mettant en avant des procédés respectueux de l'environnement, des techniques nouvelles exploitant des énergies renouvelables. Les spots publicitaires vantent des pratiques vertueuses et diffusent des images de nature et de bien-être, masquant les effets sanitaires et environnementaux de l'exploitation d'énergies fossiles,.

## Pour approfondir

### Filmographie
- [vidéo] « Marketing vert : le grand maquillage », Cash Investigation, 2011.